# Émile D'Hooge
Émile D'Hooge (Gand, 4 agosto 1908 – Gand, 4 marzo 1955) è stato un pallanuotista belga, che ha disputato le olimpiadi 1948, gareggiando nel torneo di pallanuoto.